# Puchar Europy w Biegu na 10 000 metrów 2018
22. Puchar Europy w Biegu na 10 000 metrów – zawody lekkoatletyczne, które odbyły się 19 maja 2018 roku w Londynie.

## Rezultaty

### Mężczyźni
| Konkurencja:           | 1. miejsce                                                 | Rezultat    | 2. miejsce                                                         | Rezultat    | 3. miejsce                                                    | Rezultat        |
| Indywidualnie (Bieg A) | Richard Ringer                                             | 27:36,52 PB | Morad Amdouni                                                      | 27:36,80 PB | Yemaneberhan Crippa                                           | 27:44,21 NUR PB |
| Indywidualnie (Bieg B) | Lorenzo Dini                                               | 28:30,01 PB | Andreas Vojta                                                      | 28:33,99 PB | Wasyl Kowal                                                   | 28:35,44 PB     |
| Drużynowo              | Hiszpania · Adel Mechaal · Antonio Abadía · Fernando Carro | 1:24:40,66  | Wielka Brytania · Alexander Yee · Ben Connor · Marco Najibe Salami | 1:25:03,32  | Francja · Morad Amdouni · Florian Carvalho · Mohamed Serghini | 1:25:13,68      |

### Kobiety
| Konkurencja:           | 1. miejsce                                                       | Rezultat       | 2. miejsce                                                | Rezultat    | 3. miejsce                                                    | Rezultat    |
| Indywidualnie (Bieg A) | Chemtai Lonah Salpeter                                           | 31:33,03 WL NR | Ancuţa Bobocel                                            | 31:43,12 PB | Charlotte Arter                                               | 32:15,71 PB |
| Indywidualnie (Bieg B) | Roxana Bârcă                                                     | 32:30,97 PB    | Wiktorija Kalużna                                         | 33:10,66 PB | Wałerija Zinenko                                              | 33:12,30 PB |
| Drużynowo              | Wielka Brytania · Charlotte Arter · Louise Small · Jenny Nesbitt | 1:37:28,89     | Rumunia · Ancuţa Bobocel · Roxana Bârcă · Cristina Simion | 1:37:35,06  | Niemcy · Miriam Dattke · Natalie Tanner · Sabrina Mockenhaupt | 1:38:26,05  |